# رسالة في الرد على ابن تيمية في مسألة حوادث لا أول لها
رسالة في الرد على ابن تيمية في مسألة حوادث لا أول لها هو كتاب يحتوي على رسالة دونها عالم من علماء القرن الثامن الهجري وهو الإمام «بهاء الدين الإخميمي» رد فيها على ابن تيمية بسبب قوله بحوادث لا أول لها لم تزل مع الله، أي لم يتقدم الله جنس الحوادث، وإنما تقدم أفراده المعينة أي أن كل فرد من أفراد الحوادث بعينه حادث مخلوق، وأما جنس الحوادث فهو أزلي كما أن الله أزلي، أي لم يسبقه الله تعالى بالوجود. وهو قول مفض إلى اعتقادات خطيرة: «كالقِدَم النوعي، وكون الله موجباً بالذات لا فاعلاً بالاختيار، مما يلزم عنه كون الله مجبوراً على خلق الحوادث». قال الشيخ عبد الله الهرري في كتابه (المقالات السنية في كشف ضلالات أحمد بن تيمية): «وهذه المسألة من أبشع المسائل الاعتقادية التي خرج بها - يعني ابن تيمية - عن صحيح العقل وصريح النقل وإجماع المسلمين، وقد ذكر هذه العقيدة في سبعة من كتبه: موافقة صريح المعقول لصحيح المنقول، ومنهاج السنة النبوية، وكتاب شرح حديث النزول، وكتاب شرح حديث عمران بن حصين، وكتاب نقد مراتب الإجماع، ومجموعة تفسير من ست سور، وكتابه الفتاوى، وكل هذه الكتب مطبوعة». ثم أورد بعض النصوص من كلام ابن تيمية إلى أن قال: «فهذا من عجائب ابن تيمية الدالة على سخافة عقله قوله بقِدَم العالم ــ (أي أن العالم قديم أزلي لا أول له وأنه غير مخلوق) ــ القدم النوعي مع حدوث كل فرد معين من أفراد العالم. قال الكوثري في تعليقه على السيف الصقيل في الرد على ابن زفيل ما نصه: "وأين قدم النوع مع حدوث أفراده؟ وهذا لا يصدر إلا ممن به مس، بخلاف المستقبل، وقال أبو يعلى الحنبلي في «المعتمد»: والحوادث لها أول ابتدأت منه خلافا للملحدة. اهـ. وهو من أئمة الناظم ـ يعني ابن القيم ـ فيكون هو وشيخه من الملاحدة على رأي أبي يعلى هذا فيكونان أسوَأ حالا منه في الزيغ، ونسأل الله السلامة". اهـ. وقال - أي ابن تيمية – في منهاج السنة النبوية ما نصه: «فإن قلتم لنا: فقد قلتم بقيام الحوادث بالرب، قلنا لكم: نعم، وهذا قولنا الذي دلّ عليه الشرع والعقل...».
ورغم أن الإمام الإخميمي قد سلك في رده الأسلوب العلمي المؤدب إلا أنه لقي نقداً شديداً وتعصباً من بعض أتباع ابن تيمية بسبب رده عليه في هذه المسألة ضمن كتابه «المنقذ من الزلل» والذي احتوى على هذه الرسالة. وقد كتب الإمام الإخميمي رسالته هذه رداً على أحد أولئك الأتباع، وذلك بالتماس من بعض أهل الخير من أصحابه. وتكمن أهمية هذه الرسالة -فضلاً عن إيضاحها لجوانب من عقائد ابن تيمية- في أنها صورة حية لما كان يحدث آنذاك من نزاعات بسبب آرائه. وقد اعتنى العلامة سعيد عبد اللطيف فودة بهذه الرسالة فقام بتحقيقها وشرحها والتعليق عليها بتعليقات تمهد لفهمها، واعتنى أيضا بالتقديم للرسالة بترجمة وافية للمؤلف ولرسالته.
قال الأستاذ سعيد فودة: «وليس نقد الإمام الإخميمي لبعض عقائد ابن تيمية بدعاً من القول، بل لقد رد على ابن تيمية في عقيدته من معاصريه كثيرون، كشيخ الإسلام تقي الدين السبكي - شيخ المصنف، والعلامة أبي حيان الأندلسي، والإمام الكمال ابن الزملكاني، والحافظ العلائي، والفقيه الشهاب ابن جهبل، والإمام البارع أبي العباس السروجي الحنفي، والشيخ الإمام، كمال الدين الريشي، وغيرهم. هذا فضلاً عمن جاء بعده من العلماء».

## عنوان الرسالة
نبّه الأستاذ سعيد فودة في مقدمة الطبعة الثانية للكتاب على أن عنوان هذه الرسالة في المخطوط المرفق صورة منه في الكتاب، هو: (رسالة في الرد على شيخ الإسلام ابن تيمية في حوادث لا أول لها لعبد الوهاب الإخميمي)، ثم قال: «ومن الواضح أن إطلاق وصف (شيخ الإسلام) على ابن تيمية جاء من الناسخ لا من صاحب الرسالة، فقد ذكره غير مرة ولم يُسمِّه بشيخ الإسلام، في رسالته هذه، وفي كتاب (المنقذ من الزلل)، وكيف يُطلِق عليه (شيخ الإسلام) وهو يطلق عليه (ابن تيمية) مجرداً، أو يقول عنه أحياناً: "قلت: وهذا الرجل أعني ابن تيمية" كما في (المنقذ من الزلل)، وأكثر ما يستعمله في وصفه قوله: "الشيخ ابن تيمية"، ولذلك أسقطنا وصف (شيخ الإسلام) من عنوان الغلاف، واكتفينا بالتنبيه عليه هنا. ويظهر أن وَصْفه بشيخ الإسلام إما أن يكون من محب الدين الخطيب، أو من صاحب الأصل الذي نقله الخطيب عنه».

## الأصل المعتمد في إخراج الرسالة
احتفظت مكتبة المسجد الأقصى بنسخة من هذه الرسالة تحت رقم: 373، نَقَلَها بخطّه عن أصلها: الكاتب محب الدين الخطيب، بتاريخ 11 من محرم سنة 1319هـ، وتقع النسخة في سبع ورقات، خطّها واضح، تَخَلَّلَها بياض في بعض المواضع، يعود في الغالب إلى عدم وضوح في الأصل المنقول عنه. وقد كَثُرت على هوامش المخطوط تعليقات لأحد المدافعين عن ابن تيمية، وليست هي من كلام محب الدين الخطيب، لأنه بيّض لأجزاء من هذه التعليقات، كما يظهر - مثلاً - من صورة الصفحة الأخيرة.

## مقدمة الطبعة الأولى
| رسالة في الرد على ابن تيمية في مسألة حوادث لا أول لها | الحمد لله رب العالمين، والصلاة والسلام على أشرف الأنبياء والمرسلين، وعلى آله الطيبين الطاهرين، ورضي الله عن صحابته أجمعين، ومَن تَبِعَهُم بإحسان إلى يوم الدين. أما بعد، فهذه رسالة لإمام فاضل، وعلامة بارع من علماء القرن الثامن الهجري، وهو الإمام الأصولي المتكلم الزاهد القدوة بهاء الدين عبد الوهاب بن عبد الرحمن الإخميمي، المعروف بالمصري (700-764)، تناولت بالنقد أحد آراء الشيخ تقي الدين ابن تيمية الحرّاني الحنبلي (661-728) التي خالف فيها المعتَمَد من معتقد أهل السنة والجماعة، وقد علقتُ عليها بتعليقات تمهّد لفهمها، وتبيِّن مذاهب الناس ومنازِعَهم في المسألة محلِّ البحث، راجياً أن تحصل بها الفائدة والنفع. ويُعدُّ التعليق على هذه الرسالة لُمعة سريعة من أبحاث مطوَّلة كتبتُها حول الآراء التي خالف بها الشيخ تقي الدين ابن تيمية مذهب جماهير أهل السنة والجماعة، والله الموفَّق لنشرها والانتفاع بها، والحمد لله رب العالمين. الرصيفة - الأردن شعبان 1448هـ - كانون ثان 1997م كتبه سعيد فودة | رسالة في الرد على ابن تيمية في مسألة حوادث لا أول لها |

## مقدمة الطبعة الثانية
| رسالة في الرد على ابن تيمية في مسألة حوادث لا أول لها | الحمد لله رب العالمين، والصلاة والسلام على سيدنا محمد أفضل الأنبياء والمرسلين، وعلى آله وصحبه ومن تبعه بإحسان إلى يوم الدين. وبعد، فقد كنت عملت على إخراج رسالة لطيفة في الحجم للعلامة الإخميمي، لكنها مع وجازتها تشتمل على بحث مسألة خطيرة، وهي القدم النوعي الذي قال به ابن تيمية أحمد بن عبد الحليم، الذي تبع الكرامية وبعض الحشوية في كثير من أقواله، ونقحها، وحاول أن يحسّن وجهها، وزعم أن ما يقوله ويقرره إنما هو كلام أهل الحديث وينسبه لأعلامهم، ويقول: إنه هو القول الحق أهل السنة والجماعة! وقد قمت بالتعليق على الرسالة في عام 1997م، وطبعناها آنذاك، وتلقفتها الأيدي بالقبول، وكانت قد أثارت كثيراً من الجدال والمناقشات بين المهتمين. وقد كان العلامة الإخميمي قد ذكر في هذه الرسالة أنه ألّف كتاباً اسمه "المنقد من الزلل في العلم والعمل"، وفيه ذكر الاعتراض على ابن تيمية، واعترض عليه من اعترض، وقام بناء على ذلك الاعتراض بتأليف هذه الرسالة. وقد بذلنا جهدنا في الحصول على نسخة من هذا الكتاب، وكان أن يسر الله تعالى لنا ذلك، فحصلنا على نسخة كاملة منه من مكتبات تركيا العامرة بالنفائس، وهي محفوظة في السليمانية، ولكن عثورنا على هذه النسخة كان بعد أن خرج الكتاب بفترة. وقد بدا لنا أن نعيد طباعة الرسالة مع التعليقات، لما كان لها من رواج، ولما شعرنا به من اهتمام أهل العلم وطلابه. وإكمالاً منا لما بدأناه، وشعوراً بما للبحث من أهمية، فقد أحببت هنا أن أنقل بعض ما ذكره العلامة الإخميمي في كتابه المذكور، وأعلق عليه وأبينه، لكي يتوافر بين يدي القارىء الفاضل صورة متكاملة قدر المستطاع عن أصول هذه الرسالة ومنشئها وما يتعلق بها. وسأذكر بعض المواضع التي أشار فيها العلامة الإخميمي إلى قول ابن تيمية، وذكر ما يلزمه من أقوال، وكان كما رأيته دقيقاً إلى حد كبير، وأميناً في نقل آراء ابن تيمية، بلا كلام كثير بلا فائدة، كما يتميز به غيره، وبدون تكرار ممل، أيضاً. ورأيته قد اقتصر على أهم الأقوال، ودلَّ كلامه على أنه كان مطلعاً إلى حد كبير على آراء ابن تيمية من كتبه، وكان قادراً على إعادة تلخيصها، ووضع يده على المحك والمفاصل المهمة. ومع أنه كان يخالفه في أهم آرائه، ويستخف بما يدعيه ابن تيمية من دقة فكر وحدّة نظر، إلا أنه لم يغمطه حقه، فاعترف له بأنه لم يكن يريد إلا الوصول إلى الحق، ولم يكن قاصداً إلى إفساد الدين، كما ربما يتوهم بعضهم، ومع ذلك، فإنه لم ينفِ أن أقواله تفضي إلى ذلك..... | رسالة في الرد على ابن تيمية في مسألة حوادث لا أول لها |

## محتوى الكتاب
- المقدمة الطبعة الثانية.
- المقدمة الطبعة الأولى.
- ترجمة المؤلف.
- اسمه ونسبه.
- مولده وسيرته.
- ثناء الأئمة عليه.
- وفاته.
- مصنفاته.
- التعريف بهذه الرسالة.
- وصف الأصل المعتمد في التحقيق.
- عملنا في هذه الرسالة.
- صور من الأصل المعتمد في التحقيق.
- نص الرسالة مجرّداً عن التعليق والشرح.
- نص الرسالة مع التعليق والشرح.
- تنويه المؤلف بأهمية كتابه «المنقذ من الزلل».
- شرح معنى الزلة والفرق بينها وبين المعصية.
- بيان مذاهب الناس في قِدَمِ العالم وحدوثه، مع نقل نماذج من نصوصهم في ذلك.
- عقيدة الماركسيين الشيوعيين في ذلك.
- مذهب الفيض في المسألة.
- مذهب أنكسماندريس.
- مذهب أرسطو.
- مذهب ابن رشد.
- نص المؤلف على اعتقاد ابن تيمية بقِدَم نوع الحوادث.
- بيان نصوص ابن تيمية التي تثبت قوله بذلك.
- إيضاح اللزوم بنوعيه: بواسطة وبغير واسطة.
- الصورتان اللتان يمكن أن يُفهَمَ عليهما القِدَم النوعي.
- بيان كيف يمكن أن يلزم من القدم النوعي قِدَم أحد المفاعيل.
- ذكر بعض الشنائع اللازمة على القول بالقدم النوعي بصورتيه.
- شرح كيفية دخول الاعتقاد بالقدم النوعي على ابن تيمية.
- بيان وجه الرحمة في تنبيه المؤلف إلى مثل هذه الاعتقادات الباطلة.
- مواقف أصحاب ابن تيمية من تنبيه المؤلف على خطأ شيخهم.
- الرد التفصيلي على أحد الجاهلين ممن انتصر لابن تيمية مع عدم فهمه حتى لكلامه.
- بيان أن القول بلزوم الفعل للرب تعالى معناه نفي الاختيار عنه.
- بيان أن ابن تيمية يقصد بقوله بلزوم الفعل للرب: الرد على من يقول: كان الله ولا شيء ثم خَلَقَ الشيء.
- ذكر ألفاظ حديث عمران بن الحصين وكيفية تعامل ابن تيمية مع هذا الحديث.
- رد الحافظ ابن حجر على ابن تيمية في ذلك.
- بيان مهم لوجه الجمع بين المتعارض ظاهرياً من كلام ابن تيمية.
- التنبيه على قاعدة مهمة، وهي: أن الإنسان إذا لم يوافق اعتقاداً فلا يسوغُ له التصريح بلفظ مؤيد له.
- تصريح المؤلف بأنه لم يقل أحد من المسلمين - من عهد الصحابة إلى زمانه - بِقِدَم شيء من العالم.
- بيان أن المعطلة نوعان: نوع عطّل الخَلق عن الخالق، ونوع عطّل الرب عن الفعل.
- تزييف نسبة القول بالقِدَم النوعي إلى أحد من السلف والأئمة.
- التنبيه إلى قول خطير لابن تيمية وهو: عدم امتناع احتياج الله إلى مخلوقاته.
- شرح معنى النوع في اللغة والاصطلاح.
- قاعدة مهمة: في أنه ليس كل حق جَلِيّاً وإلا لما جُهِلَ شيء، وأن الخفاء في القضية لا يعني بطلانها.
- بيان المؤلف موقف أهل السنة من أخبار الآحاد التي لا تُوافِق الكتاب أو المعلوم من السنة أو الإجماع أو الدليل العقلي ذا المقدمات الضرورية أو التي تنتهي إلى ضرورية: أنه يتوقف فيها لنهي الله عن اتباع الظن.
- بيان قول ابن تيمية وتلميذه ابن القيم بفناء النار خلافاً لإجماع المسلمين، وذكر من رد عليهم في ذلك من العلماء.
- بيان المقصود من ذم الإمام الشافعي وغيره من علم الكلام.
- تخريج وشرح حديث: «إن الله سكت عن أشياء رحمة بكم...».
- شرح كلام المؤلف في التمييز بين علم الكلام الممدوح وعلم الكلام المذموم.
- نقل المؤلف عن كتاب «الرد على الجهمية» الموضوع على الإمام أحمد، والتنبيه على وضعه واحتوائه على معانٍ باطلة.
- بيان اتفاق المسلمين على اختلاف فِرَقهم على حدوث كل ما سوى الله مطلقاً، والتنبيه على مفهوم الزمان وما يتعلق به، ثم توضيح وجه مخالفة المسلمين بقولهم هذا للفلاسفة، وبيان الفرق بين أقوال الفلاسفة وقول ابن تيمية.
- خاتمة ملخّصة لأهم المفاهيم والنتائج في هذه الرسالة.
- النقد القويم لما كتبه ابن تيمية على حديث عمران بن حصين وفيه الدليل الذي لا يرد على أنه يقول بالتسلسل للحوادث في القِدَم.

## الرد على صاحب هذه الرسالة والنقد وإثبات أنه لم يفهم ما قاله ابن تيمية من الأساس

### الرد من كتب شيخ الإسلام ابن تيمية:
| رسالة في الرد على ابن تيمية في مسألة حوادث لا أول لها | فليس مع الله شيء من مفعولاته قديم معه. لا بل هو خالق كل شيء وكل ما سواه مخلوق له وكل مخلوق محدث كائن بعد أن لم يكن وإن قدر أنه لم يزل خالقا فعالا. وإذا قيل أن الخلق صفة كمال لقوله تعالى (أفمن يخلق كمن لا يخلق) أفلا أمكن أن تكون خالقيته دائمة وكل مخلوق له محدث مسبوق بالعدم وليس مع الله شيء قديم. وهذا أبلغ في الكمال من أن يكون معطلا غير قادر على الفعل ثم يصير قادرا والفعل ممكنا له بلا سبب. وأما جعل المفعول المعين مقارنا له أزلا وأبدا فهذا في الحقيقة تعطيل لخلقه وفعله، فإن كون الفاعل مقارنا لمفعوله أزلا وأبدا مخالف لصريح المعقول. | رسالة في الرد على ابن تيمية في مسألة حوادث لا أول لها |

### الرد من كتب أهل السنة والجماعة وموافقة ابن تيميةللإمام الطحاوي:
| رسالة في الرد على ابن تيمية في مسألة حوادث لا أول لها | ما يتعلق بحوادث لا أول لها في الماضي، فهذه فلسفة في الحقيقة تكلف فيها المتكلفون وتكلم بها المتكلمون قديماً وحديثاً، وهم ليسوا على شيء، ورد عليهم شيخ الإسلام ابن تيمية برد قوي عقلي مفحم، ولذلك ألزموه بلازم باطل لا يصح، اتهموه بأنه يقول: بأن هناك حوادث لا أول لها ولا آخر لها، واتهموه بأنه يقول بالتسلسل في الحوادث، واتهموه بأنه يقول بحلول الحوادث بذات الله سبحانه. وهذا كله باطل لم يقل به، إنما ألزموه به. وشيخ الإسلام حينما قال بالتسلسل أو بمنع التسلسل، فإنه فرق بين أمرين: فرق بين الحوادث المتعلقة بأفعال الله عز وجل سبحانه، وبين الحوادث التي هي المخلوقات، وهذا التفريق لم يفهمه كثير من الناس الذين قرءوا كتب شيخ الإسلام، وأكثر خصومه لم يفهموه، أو فهموه؛ لكنهم نظراً لأنه يخالفهم ألزموه بما لم يتكلم به. فشيخ الإسلام ابن تيمية قال في مسألة حوادث لا أول لها أو بالتسلسل في البداية والنهاية في أفعال الله عز وجل، قال: هذه أزلية لا حد لها لا في البداية ولا في النهاية؛ لأن الله عز وجل فعال لما يريد منذ الأزل وإلى الأبد إلى ما لا نهاية. لكن الجهمية وأتباعهم من الأشاعرة والماتريدية ينكرون الأفعال لله، فلذلك منعوا هذا وقالوا: إن ابن تيمية قال بحوادث لا أول لها ولا نهاية لها، مع أنه لم يقل ذلك، وإنما قال: إن قصدتم بالحوادث أفعال الله، وهو أن الله يفعل من الخلق والإحياء والإماتة والكلام والنزول والمجيء والرضا والغضب ونحو ذلك فصحيح؛ لأن أفعال الله لا أول لها ولا نهاية لها، سواء سميتموها حوادث أو لم تسموها، بدليل أن الله عز وجل هو الأول الذي ليس قبله شيء، ومن ذلك أفعاله سبحانه، فهو قادر على الخلق حتى قبل أن يخلق الخلق، وقادر على الرزق حتى قبل أن يوجد المرزوقين، وهو سبحانه فعال لما يريد منذ الأزل، كما أنه الآخر الذي ليس بعده شيء، فهو قادر على الأفعال إلى ما لا نهاية، يتكلم متى شاء سبحانه، ينزل متى شاء سبحانه، يخلق متى شاء، يحيي ويميت متى شاء، لا نهاية لأفعاله ولا بداية. فهم قالوا: إن هذا قول بتسلسل الحوادث، وألزموا شيخ الإسلام بما لم يلتزم به. أما الجانب الثاني: وهي أفعال العباد أو هي المخلوقات، فقال شيخ الإسلام: هذه المخلوقات المحدثات لا شك أن لها بداية؛ لأنها مخلوقة، ولها نهاية؛ لأنها تفنى، فهو فرق بين الحوادث التي هي أفعال الله، وبين الحوادث التي هي المحدثات المخلوقات. إذاً: من عرف هذه المسألة وعرف التفريق فيها أدرك صحة قول شيخ الإسلام ابن تيمية وأقوال السلف؛ لأن شيخ الإسلام ذكر أقوال السلف وساقها منذ عهد الصحابة إلى عصره، فلم يكتف بقوله، بل ساق أقوال السلف. ومن فرق في هذه المسألة عرف شناعة قول خصومه الذين شنعوا عليه، وقالوا: إنه قال بقيام الأفعال به سبحانه، وأنه قال بحوادث لا أول لها، وأنه صحح التسلسل في الحوادث إلى ما لا نهاية، وإلى ما لا بداية إلى آخره، فهم ألزموه بما لم يلتزم به؛ لأنهم ينكرون أفعال الله، بينما هو يقصد أن الحوادث مستمرة منذ الأزل، وإلى ما لا بداية لها ولا نهاية في أفعال الله، والله عز وجل يحدث من خلقه وتدبيره وأمره ما يشاء متى شاء، ولا يقال بأنها تسلسل، ولا يجوز أن نسميها حوادث، لكن ما دام أنهم سموها بذلك فنحن نقول: إذا قصدتم بالحوادث أفعال الله، فأفعال الله لا نهاية لها ولا بداية، ولكن لا نسميها حوادث، وإن قصدتم بالحوادث المخلوقات فلا شك أن المخلوقات لها بداية ونهاية، لكن هذا ليس هو محل النزاع بيننا وبينكم، وليس هو محل النزاع بينكم وبين السلف، أنتم موهتم على الناس، ألزمتم السلف بألفاظ لم يقولوا بها، فالسلف غاية ما يقولون: إن أفعال الله -التي تسمونها الحوادث خطأ وزوراً- لا حد لها لا في البداية ولا النهاية. وأظن المسألة واضحة، وإذا طبقتموها على كثير من مسائل الخلاف في هذه القضية عرفتم وجه الصواب ووجه الخطأ في كثير مما يقوله الناس. | رسالة في الرد على ابن تيمية في مسألة حوادث لا أول لها |